# Yelp
Yelp é uma empresa multinacional baseada e com sede em São Francisco, Califórnia. A empresa conta com seu site e aplicativos voltados à avaliação de estabelecimentos comerciais. O Yelp também treina pequenas empresas para saber como receber eventos, utilizar números online a favor delas e também a utilizar as avaliações dos usuários para gerar melhorias na empresa.  
Fundado em 2004 por ex-empregados da Paypal na incubadora de startups MRL Ventures, era inicialmente um serviço baseado em referencias por email do qual não se obteve muito sucesso e então futuramente foi re-lançada no formato de site com avaliações voluntárias de empresas. Até o inicio de 2010 já havia alcançado aproximadamente 30 milhões de dólares em lucro e contava com mais de 4.5 milhões de avaliações voluntárias em sua plataforma.
Entre 2009 e 2012 o Yelp iniciou a sua expansão pela Europa e Ásia. Em 2009 foi contactada pelo Google para uma possível aquisição porém uma decisão final nunca foi efetuada entre as duas empresas. O Yelp se tornou uma companhia pública em março de 2012 e iniciou a sua expansão na bolsa de valores pela primeira vez em 2014.
No inicio de 2014, o Yelp já registrava média de 132 milhões de visitantes mensais e 57 milhões de avaliações. O lucro da empresa é baseado nas propagandas disponíveis em alguns mercados em seu website.

## Recursos

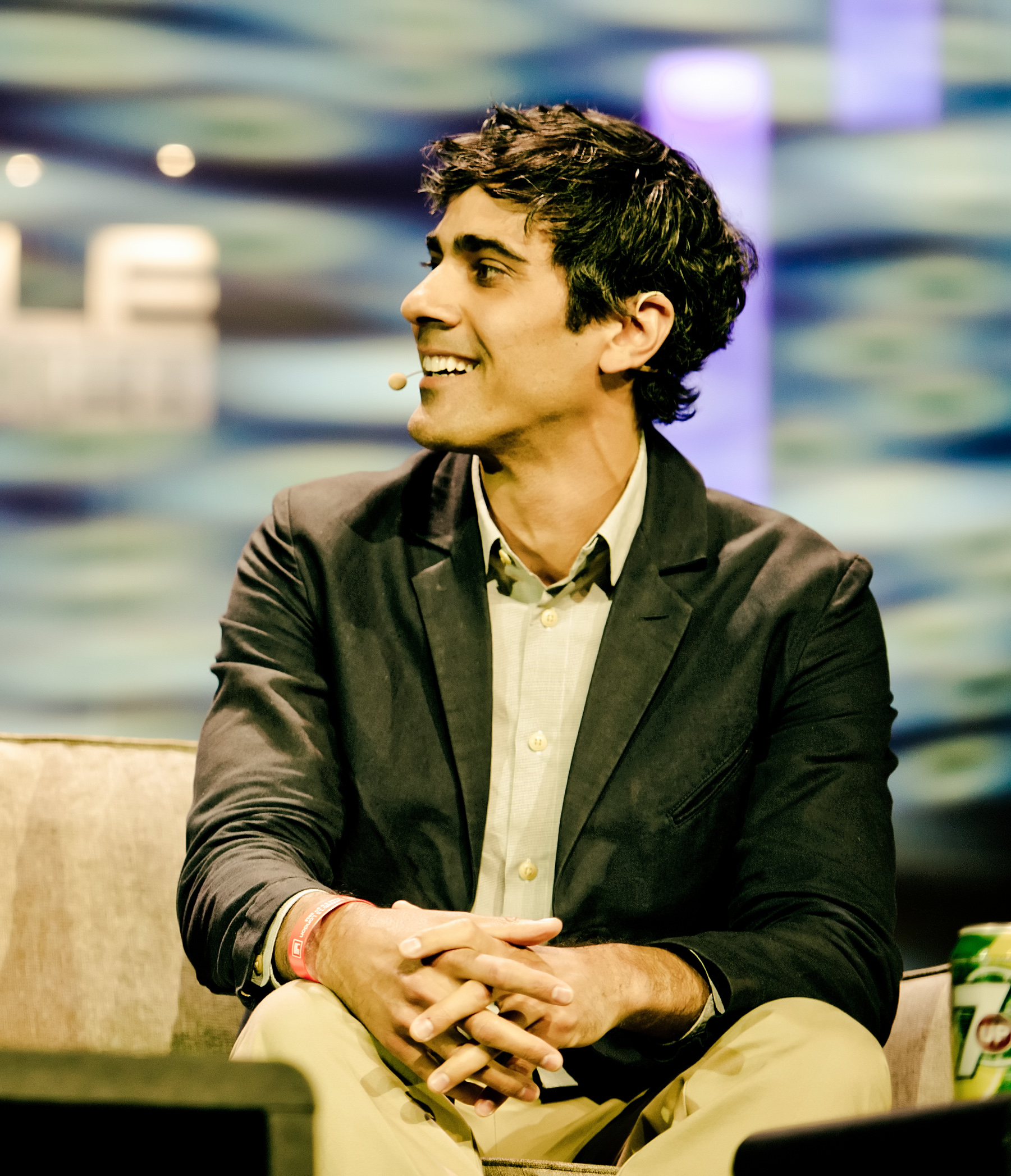
Jeremy Stoppelman, co-fundador e CEO da Yelp

O website do Yelp é uma rede social baseada em avaliações de negócios locais. É inicialmente ativa em capitais e regiões metropolitanas com um grande número de potenciais usuários. O site tem páginas destinadas a cada uma de suas localidades com conteúdo personalizado que contém desde restaurantes até mesmo escolas onde os usuários poderão enviar seus comentários sobre uma determinada empresa falando de seus produtos ou serviços usando o sistema de escala em pontuação por estrelas. As empresas podem atualizar as suas informações de contato, horários e outras informações básicas além de adicionar ofertas para os usuários. Adicionalmente às avaliações, o Yelp também pode auxiliar os seus usuários a planejarem eventos ou discutir o dia a dia para uma melhor forma de vida entre os participantes. De acordo com a Sterling Market Intelligence, o Yelp é "um dos mais importantes sites que estão presentes na internet atualmente".
Em 2012, 45% das buscas do Yelp vieram de dispositivos móveis, desde que o seu aplicativo para iPhone foi anunciado em Dezembro de 2008. Em agosto de 2009, o Yelp anunciou uma atualização em seu aplicativo com um Easter Egg em realidade aumentada chamada de Monóculo, o qual permitia os usuários a utilizarem a câmera de seus iPhones para visualizar as empresas em sua volta utilizando o aplicativo. O recurso de check-in foi adicionado em 2010.
Os usuários do Yelp também podem realizar de reservas em restaurantes através do sistema OpenTable, um recurso adicionado em Junho de 2010. Em 2013, recursos novos como o delivery de comida foi adicionado ao Yelp bem como as pontuações de higiene das lojas (nos Estados Unidos). O conteúdo do Yelp foi integrado aos mapas da Apple em Setembro de 2012 com o lançamento do iOS 6.
Desde 2015 os usuários do Yelp também podem visualizar o aplicativo no Apple Watch e em outros dispositivos móveis vestíveis.

### Avaliações
O Yelp conta com mais de 100 milhões de avaliações, 85% de pequenas empresas que estão no site atualmente tem 3 estrelas ou mais, e algumas avaliações são extremamente pessoais e detalhistas. Muitas avaliações são feitas de maneiras bem criativas e diferenciadas do que são vistos em outros serviços. Usuários podem falar que as outras avaliações foram "úteis, engraçadas ou legais".  Todos os dias em mercados mais populares do Yelp, é escolhida a "Avaliação do Dia" o qual é determinada a partir de votos de outros usuários do site.